# Bernardo Rogora
Bernardo Rogora (né le 6 décembre 1911 à Solbiate Olona et mort le 9 décembre 1970 dans sa ville natale) est un coureur cycliste italien. 

## Biographie
Professionnel de 1933 à 1941, il a remporté le Tour de Catalogne en 1934 et s'est classé à deux reprises dans le top 10 du Tour d'Italie (8e en 1937 et 10e en 1939). Il a obtenu diverses places d'honneur dans les classiques, terminant 5e du Tour de Lombardie 1933 et 7e de Milan-San Remo 1934. Il est également devenu champion d'Italie de cyclo-cross en 1937. 

## Palmarès sur route
- 1931
  - Coppa del Grande
- 1933
  - Milan-Modène
  - 2e de la Coppa Catene Regina
  - 5e du Tour de Lombardie
- 1934
  - Tour de Catalogne :
    - Classement général
    - 5e et 8e étapes

  - 3e de Milan-Modène
  - 7e de Milan-San Remo
- 1937
  - 8e du Tour d'Italie
- 1939
  - 10e du Tour d'Italie

## Résultats sur les grands tours

### Tour d'Italie
8 participations
- 1933 : 24e
- 1934 : 12e
- 1935 : abandon (4e étape)
- 1936 : 25e
- 1937 : 8e
- 1938 : 14e
- 1939 : 10e
- 1940 : 13e

## Palmarès en cyclo-cross
- 1936-1937
  -  Champion d'Italie de cyclo-cross